# Seven Femenino de Australia 2019
El Seven Femenino de Australia de 2019 fue la tercera edición del torneo de rugby 7, fue el tercer torneo de la Serie Mundial Femenina de Rugby 7 2018-19.
Se desarrolló en el Sydney Showground Stadium de la ciudad de Sídney, Australia.

## Equipos participantes
Además de los 11 equipos que tienen su lugar asegurado para toda la temporada se suma como invitado la selección de Japón.
| - Australia - Canadá - China - España - Estados Unidos - Fiyi | - Francia - Inglaterra - Irlanda - Nueva Zelanda - Papúa Nueva Guinea - Rusia |

## Fase de grupos

### Grupo A
| Equipo             | Encuentros | Encuentros | Encuentros | Encuentros | Tantos  | Tantos    | Tantos     | Puntos |
| Equipo             | jugados    | ganados    | empatados  | perdidos   | a favor | en contra | diferencia | Puntos |
| ------------------ | ---------- | ---------- | ---------- | ---------- | ------- | --------- | ---------- | ------ |
| Nueva Zelanda      | 3          | 3          | 0          | 0          | 98      | 12        | +86        | 9      |
| Francia            | 3          | 2          | 0          | 1          | 87      | 45        | +42        | 7      |
| Inglaterra         | 3          | 1          | 0          | 2          | 50      | 61        | –11        | 5      |
| Papúa Nueva Guinea | 3          | 0          | 0          | 3          | 10      | 127       | –117       | 3      |

### Grupo B
| Equipo  | Encuentros | Encuentros | Encuentros | Encuentros | Tantos  | Tantos    | Tantos     | Puntos |
| Equipo  | jugados    | ganados    | empatados  | perdidos   | a favor | en contra | diferencia | Puntos |
| ------- | ---------- | ---------- | ---------- | ---------- | ------- | --------- | ---------- | ------ |
| Irlanda | 3          | 2          | 1          | 0          | 46      | 40        | +6         | 8      |
| Rusia   | 3          | 1          | 1          | 1          | 31      | 35        | –4         | 6      |
| Canadá  | 3          | 1          | 0          | 2          | 57      | 39        | +18        | 5      |
| Fiyi    | 3          | 1          | 0          | 2          | 52      | 72        | –20        | 5      |

### Grupo C
| Equipo         | Encuentros | Encuentros | Encuentros | Encuentros | Tantos  | Tantos    | Tantos     | Puntos |
| Equipo         | jugados    | ganados    | empatados  | perdidos   | a favor | en contra | diferencia | Puntos |
| -------------- | ---------- | ---------- | ---------- | ---------- | ------- | --------- | ---------- | ------ |
| Australia      | 3          | 2          | 0          | 1          | 55      | 26        | +29        | 7      |
| Estados Unidos | 3          | 2          | 0          | 1          | 59      | 43        | +16        | 7      |
| España         | 3          | 2          | 0          | 1          | 35      | 45        | –10        | 7      |
| China          | 3          | 0          | 0          | 3          | 29      | 64        | –35        | 3      |

## Fase Final

### Copa de oro
|  | Cuartos de final | Cuartos de final | Cuartos de final |                |               | Semifinales   | Semifinales | Semifinales |                |                | Copa          | Copa         | Copa |  |
|  |                  |                  |                  |                |               |               |             |             |                |                |               |              |      |  |
|  |                  |                  |                  |                |               |               |             |             |                |                |               |              |      |  |
|  | Nueva Zelanda    | Nueva Zelanda    | 17               |                |               |               |             |             |                |                |               |              |      |  |
|  | Nueva Zelanda    | Nueva Zelanda    | 17               |                |               |               |             |             |                |                |               |              |      |  |
|  | Canadá           | Canadá           | 7                |                |               |               |             |             |                |                |               |              |      |  |
|  | Canadá           | Canadá           | 7                |                | Nueva Zelanda | Nueva Zelanda | 29          |             |                |                |               |              |      |  |
|  |                  |                  |                  |                | Nueva Zelanda | Nueva Zelanda | 29          |             |                |                |               |              |      |  |
|  |                  |                  | Estados Unidos   | Estados Unidos | 5             |               |             |             |                |                |               |              |      |  |
|  | Estados Unidos   | Estados Unidos   | Estados Unidos   | Estados Unidos | 5             | 7             |             |             |                |                |               |              |      |  |
|  | Estados Unidos   | Estados Unidos   |                  |                |               |               |             |             |                |                |               |              |      |  |
|  | Rusia            | Rusia            | 5                |                |               |               |             |             |                |                |               |              |      |  |
|  | Rusia            | Rusia            | 5                |                |               |               |             |             |                | Nueva Zelanda  | Nueva Zelanda | 34           |      |  |
|  |                  |                  |                  |                |               |               |             |             |                | Nueva Zelanda  | Nueva Zelanda | 34           |      |  |
|  |                  |                  | Australia        | Australia      | 10            |               |             |             |                |                |               |              |      |  |
|  | Irlanda          | Irlanda          | Australia        | Australia      | 10            | 22            |             |             |                |                |               |              |      |  |
|  | Irlanda          | Irlanda          |                  |                |               |               |             |             |                |                |               |              |      |  |
|  | España           | España           | 7                |                |               |               |             |             |                |                |               |              |      |  |
|  | España           | España           | 7                |                | Irlanda       | Irlanda       | 12          |             |                | Tercer lugar   | Tercer lugar  | Tercer lugar |      |  |
|  |                  |                  |                  |                | Irlanda       | Irlanda       | 12          |             |                | Tercer lugar   | Tercer lugar  | Tercer lugar |      |  |
|  |                  |                  | Inglaterra       | Inglaterra     | 24            |               |             |             |                |                |               |              |      |  |
|  | Australia        | Australia        | Inglaterra       | Inglaterra     | 24            | 21            |             |             | Estados Unidos | Estados Unidos | 26            |              |      |  |
|  | Australia        | Australia        |                  |                |               |               |             |             | Estados Unidos | Estados Unidos | 26            |              |      |  |
|  | Francia          | Francia          | 17               |                |               |               |             |             |                |                | Irlanda       | Irlanda      | 10   |  |
|  | Francia          | Francia          | 17               |                |               |               |             |             |                |                | Irlanda       | Irlanda      | 10   |  |
|  |                  |                  |                  |                |               |               |             |             |                |                |               |              |      |  |

| Bandera de Nueva Zelanda |
| Campeón Nueva Zelanda    |
| 3º título del circuito   |